# (415) Palatia
(415) Palatia ist ein Asteroid des mittleren Hauptgürtels, der am 7. Februar 1896 vom deutschen Astronomen Max Wolf an seiner Privatsternwarte in Heidelberg bei einer Helligkeit von 11,5 mag entdeckt wurde.
Der Asteroid ist benannt nach der Kurpfalz, einer Region im Südwesten Deutschlands, in der der Entdeckungsort Heidelberg liegt. Die Benennung erfolgte 1901 auf Wunsch des Entdeckers durch den Berliner Astronomen Adolf Berberich (1861–1920).

## Wissenschaftliche Auswertung
Mit Daten radiometrischer Beobachtungen im Infraroten am Kitt-Peak-Nationalobservatorium in Arizona vom März 1975 wurden für (415) Palatia erstmals Werte für den Durchmesser und die Albedo von 93 km und 0,02 bestimmt. Aus Ergebnissen der IRAS Minor Planet Survey (IMPS) wurden 1992 Angaben zu Durchmesser und Albedo für zahlreiche Asteroiden abgeleitet, darunter auch (415) Palatia, für die damals Werte von 76,3 km bzw. 0,06 erhalten wurden. Eine Auswertung von Beobachtungen durch das Projekt NEOWISE im nahen Infrarot führte 2011 zu vorläufigen Werten für den Durchmesser und die Albedo im sichtbaren Bereich von 71,6 km bzw. 0,09. Nach neuen Messungen mit NEOWISE wurden die Werte 2014 auf 83,6 km bzw. 0,06 korrigiert. Nach der Reaktivierung von NEOWISE im Jahr 2013 und Registrierung neuer Daten wurden die Werte 2016 angegeben mit 84,1 oder 94,5 km bzw. 0,04 oder 0,03, diese Angaben beinhalten aber hohe Unsicherheiten.
Eine spektroskopische Untersuchung von 820 Asteroiden zwischen November 1996 und September 2001 am La-Silla-Observatorium in Chile ergab für (415) Palatia eine taxonomische Klassifizierung als X- bzw. Xc-Typ.
Photometrische Messungen des Asteroiden fanden erstmals statt vom 30. September bis 4. November 1997 während neun Nächten am Wallace Astrophysical Observatory (WAO) in Massachusetts. Aus der aufgezeichneten Lichtkurve wurde eine Rotationsperiode von 20,73 h bestimmt.
Zwischen 2012 und 2018 wurden mit der All-Sky Automated Survey for Supernovae (ASAS-SN) auch photometrische Daten von 20.000 Asteroiden aufgezeichnet. Auf mehr als 5000 davon konnte erfolgreich die Methode der konvexen Inversion angewendet werden, darunter auch (415) Palatia, für die in einer Untersuchung von 2021 erstmals ein dreidimensionales Gestaltmodell für eine Rotationsachse mit retrograder Rotation und einer Periode von 20,7313 h berechnet wurde.
Aus archivierten Daten des Asteroid Terrestrial-impact Last Alert System (ATLAS) aus dem Zeitraum 2015 bis 2018 konnte in einer Untersuchung von 2022 mit der Methode der konvexen Inversion eine Rotationsperiode von 20,729 h bestimmt werden.